# Ready Money
Ready Money er en amerikansk stumfilm fra 1914 af Oscar Apfel.

## Medvirkende
- Edward Abeles som Steve Baird.
- Monroe Salisbury som Sidney Rosenthal.
- Jode Mullally som John H. Tyler.
- Jane Darwell som Mrs. Tyler.
- Bessie Barriscale som Grace Tyler.